# محوطه و بقایای رباط کال خونی
محوطه وبقایای رباط کال خونی مربوط به سدهٔ ۳ و ۶ ه‍.ق است و در شهرستان مشهد، بخش احمدآباد، روستای صید آباد واقع شده و این اثر در تاریخ ۱۷ اسفند ۱۳۸۱ با شمارهٔ ثبت ۷۶۱۱ به‌عنوان یکی از آثار ملی ایران به ثبت رسیده‌است.